# (2239) Парацельс
(2239) Парацельс (лат. Paracelsus) — типичный астероид главного пояса, открыт 13 сентября 1978 года швейцарским астрономом Паулем Вильдом в обсерватории Циммервальда и 22 сентября 1983 года назван в честь швейцарского алхимика, врача, философа, естествоиспытателя и натурфилософа эпохи Возрождения Парацельса.

## Обнаружение и именование
(2239) Парацельс
Открыт 13 сентября 1978 года в Циммервальде П. Вильдом.
Назван в честь великого врача и натурфилософа, чьё настоящее имя было Теофраст Бомбаст фон Гогенгейм (1493?—1541). Из-за яростной борьбы с традициями при жизни его преследовали по всей Европе, но своей концепцией дозировок лекарств он чётко заложил основы современной медицины и фармакологии. В честь Парацельса также назван лунный кратер.
Оригинальный текст (англ.)2239 Paracelsus
Discovered 1978-09-13 by Wild, P. at Zimmerwald.
Named for the great physician and natural philosopher whose real name was Theophrastus Bombastus von Hohenheim (1493?—1541). Because of his vehement fight against traditions, he was hounded throughout Europe during his lifetime, but with his concept of dosages of medicaments, he clearly set the foundations for modern medicine and pharmacology. Paracelsus is also honored by a lunar crater.
Источники: DISCOVERY.DB; M.P.C. 8152.

## Орбита

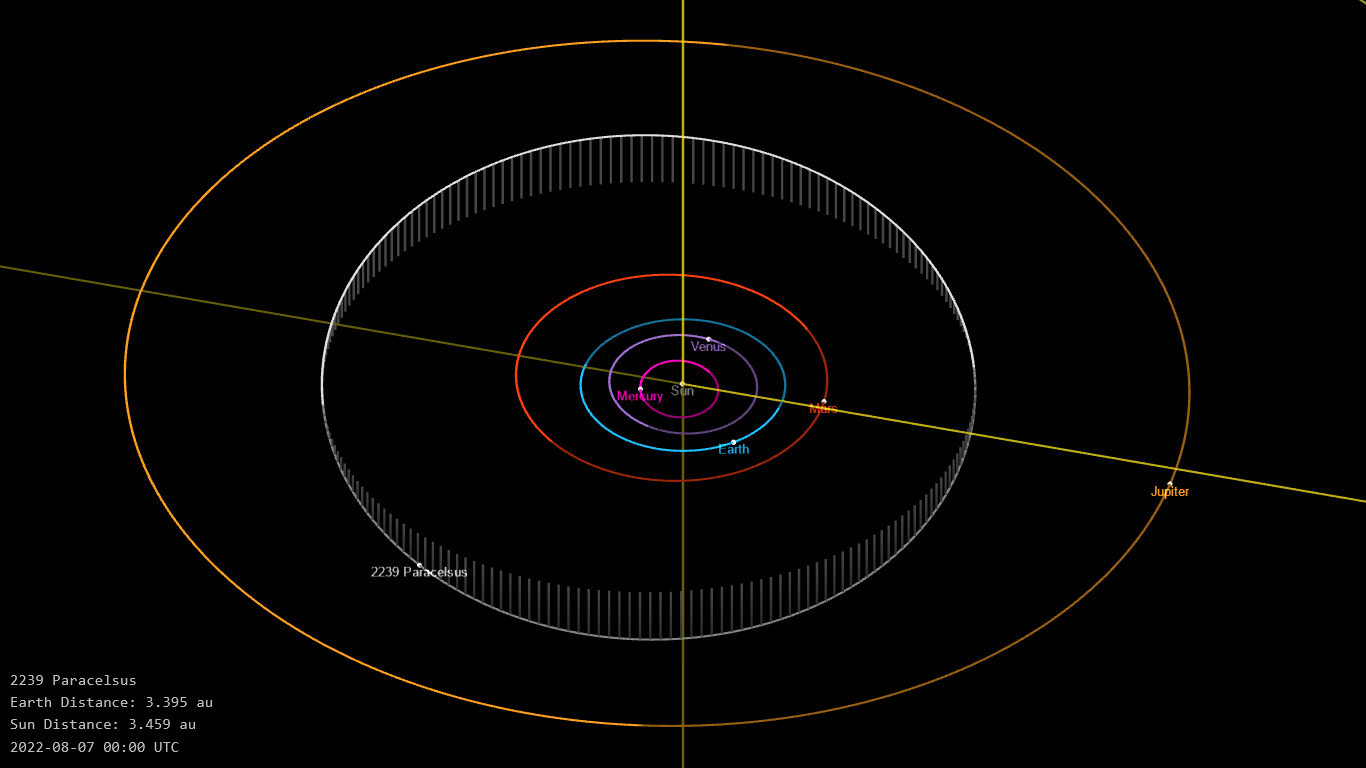
Орбита астероида Парацельс и его положение в Солнечной системе

## Физические характеристики
Астероид относится к таксономическому классу C.
По результатам наблюдений в инфракрасном диапазоне орбитальной обсерватории IRAS и спутника Akari и наблюдений в видимом и ближнем инфракрасном диапазоне космического телескопа NEOWISE диаметр астероида сначала оценивался равным 38,93±1,7 км, позже — 33,470±0,430 км, 41,11±0,53 км, 39,16±17,76 км, 33,978±0,215 км. Согласно тем же источникам альбедо оценивается как
0,0293±0,003, 0,0692±0,0069, 0,027±0,001, 0,07±0,06 и 0,067±0,015.